# Barbara Buchholz
Barbara Buchholz (8. prosince 1959 Duisburg – 10. dubna 2012 Berlín) byla německá hudebnice, hráčka na theremin a hudební skladatelka.

## Životopis
Barbara Buchholzová se narodila 8. prosince 1959 v Duisburgu. Studovala hru na příčnou flétnu, kytaru, baskytaru a zpěv na Bielefeld University.
První úspěchy získala jako kontrabasistka v německém ženském jazzovém orchestru Reichlich Weiblich. Od roku 1980 pracovala na různých interdisciplinárních projektech jako skladatelka i jako interpretka. Mezi jinými např. projekty Tap It Deep – „midifizierter“ Stepptanz und Musik, či Human Interactivity a Theremin: Berlin-Moskau.
Na konci devadesátých let se setkala s Lydií Kavinovou, praneteří vynálezce thereminu Léona Theremina. Později za ní odcestovala do Moskvy a stala se její studentkou. V jazzu i v současné vážné hudbě rozvinula nové techniky hry na theremin a zkoumala jeho zvukové možnosti. Společně s Kavinovou založila v roce 2005 platformu Touch! Don't Touch! Pro tuto platformu komponovali mezi jinými skladatelé Moritz Eggert, Michael Hirsch, Caspar Johannes Walter, Juliane Klein, Peter Gahn, Gordon Kampe a Sidney Corbett. Barbara Buchholzová účinkovala také v triu s norským trumpetistou Arvem Henriksenem a hráčem na živou elektroniku Janem Bangem a koncertovala také s Jazz Bigband Graz. Hrála na theremin v různých skladbách současných autorů, jako např. v baletu The Little Mermaid od Lera Auerbacha, nebo v opeře Linkerhand Moritze Eggerta a v Bestmann-Opera Alexe Nowitze.
V roce 2009 se podílela na německé verzi pořadu Got Talent a tak představila theremin široké veřejnosti.
Barbara Buchholz zemřela 10. dubna 2012 v Berlíně po dlouhém boji s rakovinou.